# Барсукіне (Расейняйський район)
Барсукіне (Barsukinė) — село у Литві, Расейняйський район, Пагоюкайське староство, знаходиться за 6 км від села Восілішкіс. 1989 року в селі мешкало 24 людини. Станом на 2001 рік у селі проживало 7 людей, 2011-го — 6.

## Принагідно
- Barsukinė (Raseiniai)[недоступне посилання з серпня 2019]

| Литва | Це незавершена стаття з географії Литви. Ви можете допомогти проєкту, виправивши або дописавши її. |